# 7a Divisió (Exèrcit Popular de la República)
La 7a Divisió va ser una de les Divisions de l'Exèrcit Popular de la República que es van organitzar durant la Guerra Civil espanyola sobre la base de les Brigades Mixtes. Va estar desplegada en el front de Madrid durant tota la contesa.

## Historial
La unitat va ser creada el 31 de desembre de 1936, quedant formada per les brigades mixtes 2a, 40a i 68a i sota el comandament del coronel Adolfo Prada Vaquero; la divisió va ser assignada al Cos d'Exèrcit de Madrid, cobrint el sector de la Ciutat universitària de Madrid. Va tenir la seva caserna general en el barri madrileny de Cuatro Caminos.
La unitat va romandre en el front madrileny, sense intervenir en operacions militars de rellevància.

## Comandaments
Comandants
- tinent coronel d'infanteria Adolfo Prada Vaquero;[3]
- tinent coronel de carrabiners Antonio Ortega Gutiérrez;[4]
- comandant de cavalleria Joaquín Zulueta Isasi;[2]
- major de milícies José Pereda Carrió;

Comissaris
- Pelayo Tortajada Martín, del PCE;
- Ignacio Rodrigo García;
- José Conesa Arteaga, del PCE;[5]

## Ordre de batalla
| Data               | Cos d'Exèrcit adscrit   | Brigades Mixtes integrades | Front de batalla |
| Desembre de 1936   | Cos d'Exèrcit de Madrid | 2a, 40a i 68a              | Madrid           |
| Març-abril de 1937 | II Cos d'Exèrcit        | 2a, 40a i 68a              | Madrid           |
| Juny de 1937       | VI Cos d'Exèrcit        | 40a i 53a                  | Madrid           |
| Desembre de 1937   | II Cos d'Exèrcit        | 4a, 40a i 53a              | Madrid           |
| 5 de març de 1939  | II Cos d'Exèrcit        | 40a, 42a i 53a             | Madrid           |